# Jana Maksimawa
Jana Maksimawa, biał. Яна Максімава (ur. 9 stycznia 1989 w Wilnie) – białoruska lekkoatletka specjalizująca się w wielobojach.
Uplasowała się na piątym miejscu w mistrzostwach Europy juniorów w Hengelo (2007). Wicemistrzyni świata juniorek w siedmioboju w 2008 roku – po tym sukcesie bez powodzenia wystartowała w Pekinie w igrzyskach olimpijskich. W 2009 była piąta na młodzieżowym czempionacie Starego Kontynentu, a w 2010 zajęła osiemnaste miejsce w mistrzostwach Europy. Brązowa medalistka mistrzostw Europy do lat 23 z 2011. W 2013 została halową wicemistrzynią Europy w pięcioboju. Złota medalistka mistrzostw Białorusi (także w skoku wzwyż) oraz reprezentantka kraju w pucharze Europy w wielobojach i meczach międzypaństwowych.
Rekord życiowy w siedmioboju: 6198 pkt. (4 sierpnia 2012, Londyn), w pięcioboju: 4742 pkt. (6 lutego 2015, Homel).

## Osiągnięcia
| Rok  | Impreza                                | Miejsce    | Konkurencja | Lokata      | Wynik     |
| ---- | -------------------------------------- | ---------- | ----------- | ----------- | --------- |
| 2007 | Mistrzostwa Europy juniorów            | Hengelo    | siedmiobój  | 5. miejsce  | 5512 pkt. |
| 2008 | Mistrzostwa świata juniorów            | Bydgoszcz  | siedmiobój  | 2. miejsce  | 5766 pkt. |
| 2008 | Igrzyska olimpijskie                   | Pekin      | siedmiobój  | 34. miejsce | 4806 pkt. |
| 2009 | I liga pucharu Europy w wielobojach    | Saragossa  | siedmiobój  | 7. miejsce  | 5753 pkt. |
| 2009 | Młodzieżowe mistrzostwa Europy         | Kowno      | siedmiobój  | 5. miejsce  | 5924 pkt. |
| 2010 | I liga pucharu Europy w wielobojach    | Hengelo    | siedmiobój  | 2. miejsce  | 5958 pkt. |
| 2010 | Mistrzostwa Europy                     | Barcelona  | siedmiobój  | 18. miejsce | 5838 pkt. |
| 2011 | I liga pucharu Europy w wielobojach    | Bressanone | siedmiobój  | 3. miejsce  | 5998 pkt. |
| 2011 | Młodzieżowe mistrzostwa Europy         | Ostrawa    | siedmiobój  | 3. miejsce  | 6075 pkt. |
| 2011 | Uniwersjada                            | Shenzhen   | siedmiobój  | 6. miejsce  | 5725 pkt. |
| 2012 | Halowe mistrzostwa świata              | Stambuł    | pięciobój   | 8. miejsce  | 4601 pkt. |
| 2012 | Igrzyska olimpijskie                   | Londyn     | siedmiobój  | 16. miejsce | 6198 pkt. |
| 2013 | Halowe mistrzostwa Europy              | Göteborg   | pięciobój   | 2. miejsce  | 4658 pkt. |
| 2013 | Superliga pucharu Europy w wielobojach | Tallinn    | siedmiobój  | 5. miejsce  | 6027 pkt. |
| 2013 | Mistrzostwa świata                     | Moskwa     | siedmiobój  | 20. miejsce | 5982 pkt. |
| 2014 | Halowe mistrzostwa świata              | Sopot      | pięciobój   | 6. miejsce  | 4651 pkt. |
| 2014 | Mistrzostwa Europy                     | Zurych     | siedmiobój  | 16. miejsce | 5983 pkt. |
| 2015 | Halowe mistrzostwa Europy              | Praga      | pięciobój   | 4. miejsce  | 4591 pkt. |
| 2015 | Superliga pucharu Europy w wielobojach | Aubagne    | siedmiobój  | 5. miejsce  | 5870 pkt. |
| 2016 | Mistrzostwa Europy                     | Amsterdam  | siedmiobój  | 12. miejsce | 5702 pkt. |
| 2017 | Halowe mistrzostwa Europy              | Belgrad    | pięciobój   | 8. miejsce  | 4438 pkt. |